# Rechtauck
Rechtauck, selo Manhattan ili Rechgawawanc Indijanaca na otoku Manhattan u New Yorku. Godine 1643. privremeno ga naseljevaju izbjegli pripadnici plemena Wecquaesgeek koje su napali i masakrirali Nizozemci.